# Amatsu-Mikaboshi
Amatsu-Mikaboshi (天津甕星?), chiamato anche Ame-no-Kagaseo (天香香背男?) o Hoshi-no-Kami Kagaseo (星神香香背男?), è il dio delle stelle della mitologia giapponese.

## Descrizione
Nel Kojiki non viene fatto alcun riferimento a Amatsu-Mikaboshi, mentre nel Nihon shoki gioca un ruolo minore come divinità insubordinata durante il kuni-yuzuri e il passaggio del governo del Giappone dai kami terreni (kunitsukami) ai kami del Cielo (amatsukami).
Si ipotizza che il nome Kagaseo derivi dalla parola kagayaku (輝く?, "splendere"), mentre il componente mika (scritto usando il kanji 甕 "vaso di terracotta"), di Mikaboshi, è interpretato come derivato da ika (厳?, "austero" o rigoroso), cosa che ha spinto lo studioso kokugaku Hirata Atsutane a identificare Amatsu-Mikaboshi con il pianeta Venere.
Nei miti di tutto il mondo, le stelle o la luna sono generalmente venerate come divinità, ma nella mitologia giapponese sono raffigurate come divinità malvagie che non obbediscono alla volontà degli dei e che devono essere sottomesse, ovvero come "divinità ribelli". Una teoria al riguardo è che esistesse una tribù che adorava le divinità stellari, e ciò rappresentava una riluttanza a sottomettersi alla dinastia Yamato.
Mikaboshi è una divinità che non appare come un essere umano come le altre divinità. Si dice che Amatsu-Mikaboshi fosse un essere senza forma che originariamente esisteva da solo quando l'universo era vuoto e oscuro, fino alla turbolenza che diede origine alla vita e al tempo, prima che divinità e umani emergessero.

## Mito
Nel Nihon shoki, durante la conquista da parte degli amatsukami di Ashihara no nakatsukuni, Mikaboshi (chiamato Kagaseo) viene menzionato di sfuggita come l'ultimo kunitsukami ribelle che viene sottomesso da Takehazuchi su ordine di Takemikazuchi e Futsunushi:
(Nihon shoki)
Un secondo resoconto fornito nel Nihon shoki presenta invece Mikaboshi come un amatsukami, che viene ucciso da Takemikazuchi e Futsunushi prima della loro discesa sulla Terra:
(Nihon shoki)
Poiché questa divinità fu l'ultima divinità della resistenza prima della pacificazione di Ashihara no nakatsukuni, è considerato a volte la stessa divinità di Takeminakata. Nello Shinbutsu shūgō, a volte è considerato un'incarnazione di Myōken, la deificazione della Stella Polare.

## Culto

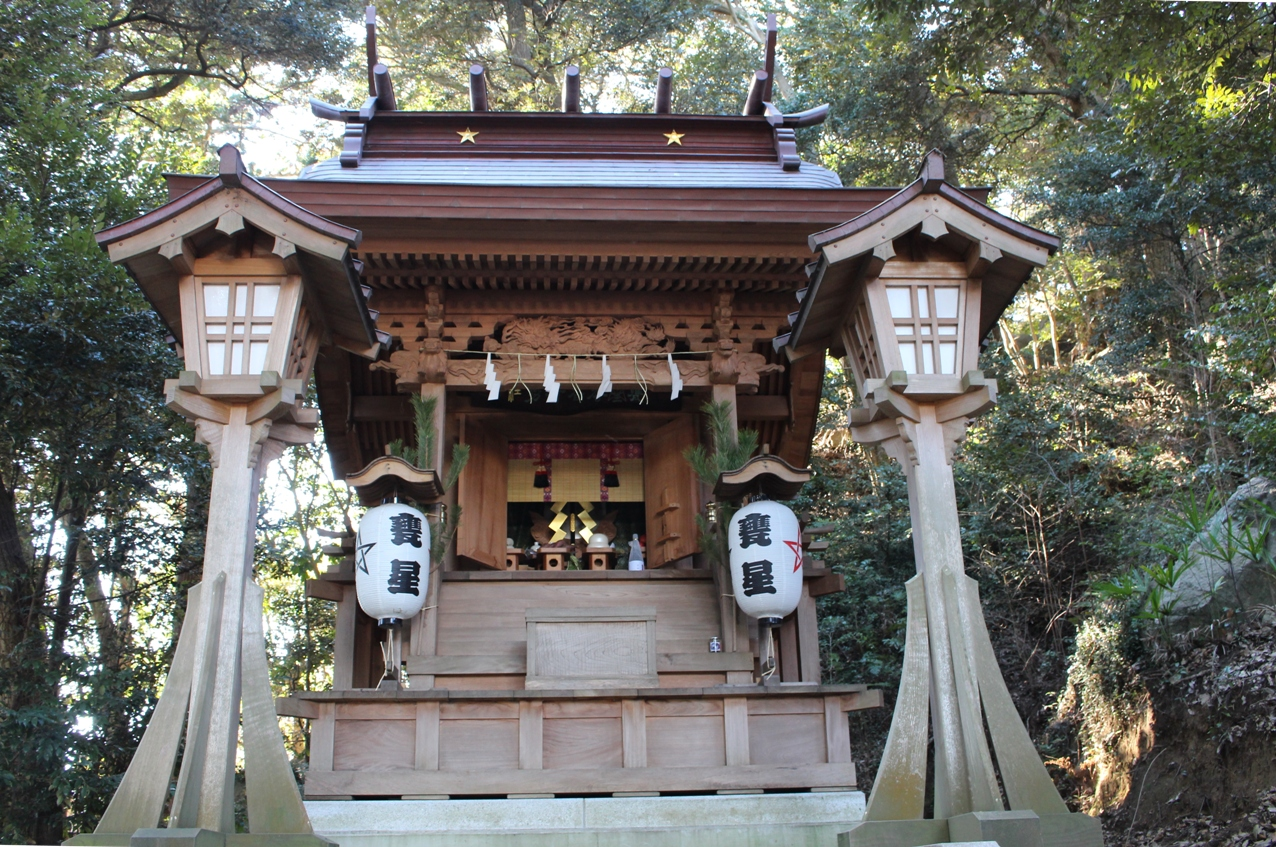
Il Santuario Mikaboshi-Kagaseo al Santuario Ōmika (Hitachi, Ibaraki).

La maggior parte dei santuari Hoshi (星神社?, "santuario delle stelle") e Hoshigiya (星宮神社?, "santuario del palazzo delle stelle") in Giappone custodiscono Amatsu-Mikaboshi come loro divinità.
Il Santuario Ōmika a Hitachi (Prefettura di Ibaraki) ha come divinità principale Takehazuchi-no-Mikoto e Mikaboshi-Kagaseo come divinità locale (地主神?, jinushigami). Secondo la leggenda del santuario, Mikaboshi-Kagaseo visse sul monte Omikami nella provincia di Hitachi da dove governò la regione di Tōhoku, delimitata dal monte. Si ritiene che una "pietra che ospita lo spirito" (宿魂石?, shukukonseki) all'interno del recinto del santuario contenga lo "spirito violento" (荒魂?, Ara-mitama) di Mikaboshi.